# Pterosthetops hawequas
Pterosthetops hawequas är en skalbaggsart som beskrevs av Perkins 2008. Pterosthetops hawequas ingår i släktet Pterosthetops och familjen vattenbrynsbaggar. Inga underarter finns listade i Catalogue of Life.